# Hermes d'Andros
L'Hermes d'Andros (en grec: Ερμής της Άνδρου) és una gran escultura romana de marbre d'Hermes, déu del comerç i dels missatgers, desenterrada a l'illa egea d'Andros, a Grècia. L'escultura es va descobrir el 1832, només dos anys després de la independència de Grècia de l'Imperi otomà, i s'exposà al principi al Museu Arqueològic Nacional d'Atenes. Hui es troba en el Museu Arqueològic d'Andros.

## Història
L'estàtua, la va descobrir al 1832 Demetrios Loukrezis excavant en un terreny de la seua propietat a l'emplaçament de l'antiga àgora d'Andros, al costat d'una segona estàtua que representava una dona ricament vestida (sense cap). L'any següent, Spyrídon Trikupis anunciava el descobriment de les dues estàtues en la revista Bullettino dell'Institut di Corrispondenza Archeologica. Durant la seua visita a Andros al 1841, Otó I de Grècia va ordenar el trasllat de l'estàtua al recentment creat Museu Nacional (llavors situat al Temple d'Hefest, després de pagar a Loukrezis uns diners.
Prop del lloc on aparegueren l'estàtua d'Hermes i la dona hi havia un santuari, segurament de culte als herois, on es va trobar una inscripció honorífica que esmentava Egnacia Maximila i Publi Gleiti Gal, benefactors de la ciutat durant el regnat de l'emperador Neró (cap a l'any 65), la qual cosa feu que les dues escultures s'associassen a ells. Tot i que la data coincidia aproximadament amb l'any de realització de l'escultura femenina (que és del tipus Dona d'Herculà), Hermes d'Andros va resultar ser, però, una obra més antiga. Es va argumentar llavors que l'estàtua d'Hermes s'hauria reutilitzat juntament amb l'estàtua femenina, cosa habitual en l'ús de les estàtues d'Hermes.
Al 1981 l'estàtua va ser retornada a Andros, on s'exhibeix de llavors ençà al museu arqueològic de l'illa.

## Descripció

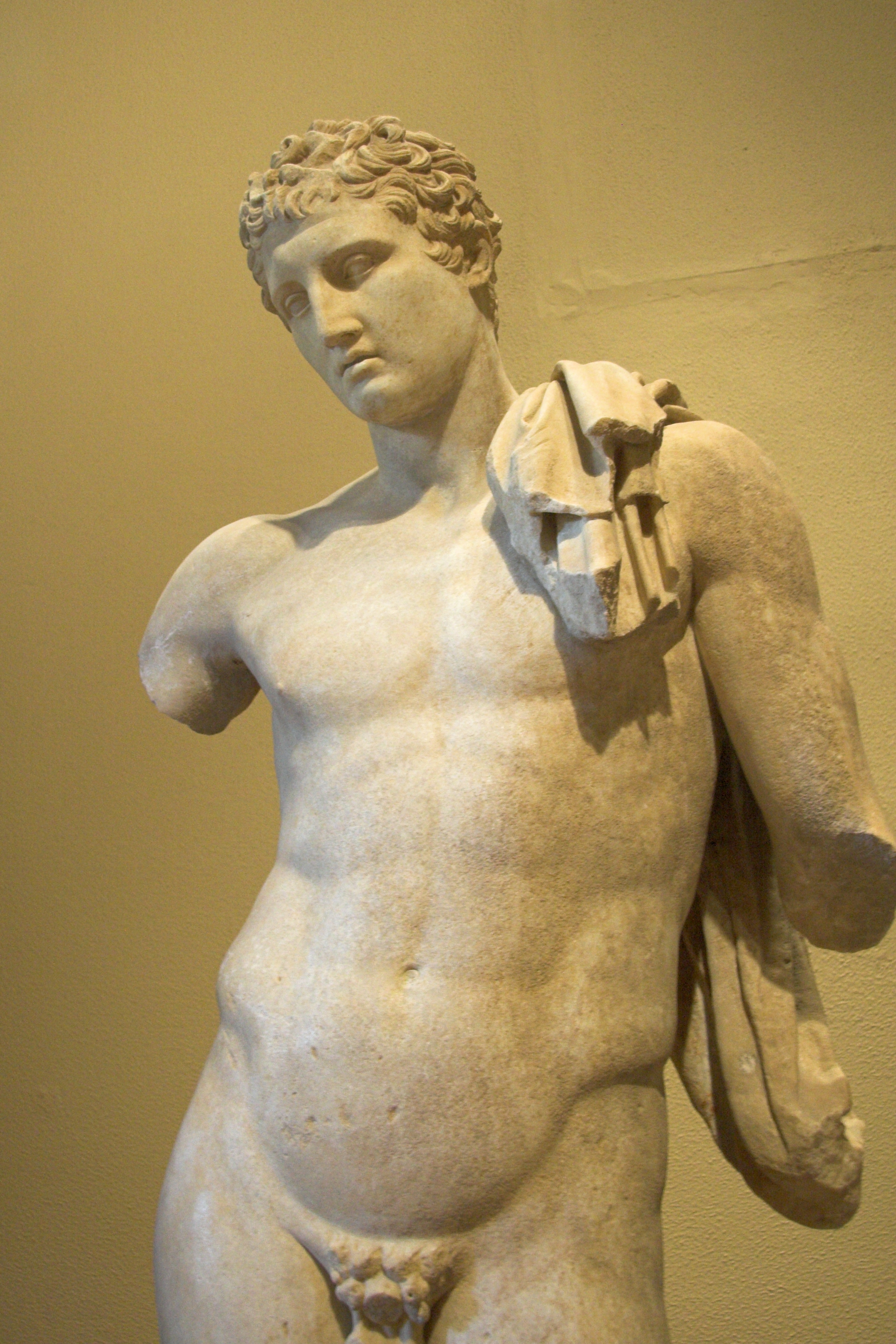
Primer pla del tors i el cap

Amb dos metres i dènou centímetres d'alçada, aquesta estàtua de marbre de Paros és de grandària natural i es considera de gran valor artístic.
Creada al voltant del segle i abans de la nostra era, o després, era una de les moltes còpies de l'original. Es creia que aquesta estàtua original era de tipus lisipià, però el seu escultor pertanyia a l'escola de Praxíteles, com demostra la comparança amb Hermes amb Dionís infant; així, es creà sobre l'any 360 ae. Es va trobar sense braços i sense cames per sota dels genolls (que es restauraren posteriorment). El jove déu està nu, amb la clàmide recolzada a l'espatla esquerra i caient-li per l'esquena. Dona suport al seu pes amb la cama dreta, mentre que l'esquerra està lleument flexionada. A la dreta té un suport en forma de tronc, al voltant del qual s'enrosca una gran serp. El cap d'Hermes s'inclina cap a la dreta. Aquesta escultura d'Andros pertany al tipus estatuari "Farnesio" i és un dels exemples millor preservats.
La comparança amb altres còpies, en particular l'exposada encara al Museu Britànic, pot donar-nos una idea clara de com n'eren les parts que faltaven: la resta de la mà dreta (per sota del colze) descansava sobre el maluc, mentre que la clàmide que faltava embolicava el braç esquerre un poc doblegat i queia lliurement al seu costat. Hermes sostindria també un caduceo, el famós símbol del déu, i duria sandàlies alades (en Hermes d'Andros, els peus van ser restaurats sense sandàlies).
L'artesania i l'harmonia d'aquesta estàtua en fan una de les millors que es conserven a Grècia. S'ha dit que té tota la naturalitat, delicadesa i gràcia que li falta a l'estàtua semblant d'Hermes d'Atalantes, que no és praxitèlic, sinó que té característiques de Lisip de Sició, i és de marbre pentèlic.